# Huyện (Đài Loan)
Huyện, theo hiến pháp được gọi là hsien, là một đơn vị phân cấp hành chính tại Trung Hoa Dân Quốc (Đài Loan). Theo cơ cấu phân cấp tại Đài Loan, thì nó tương đương với thành phố cấp huyện. Theo lịch sử các huyện sẽ thuộc quyền quản lý của các tỉnh, nhưng sau đợt tái cơ cấu các tỉnh vào năm 1998, tất cả các huyện giờ đây đều được quản lý trực tiếp bởi chính quyền trung ương.

## Lịch sử
Phân cấp hành chính đầu tiên được đặt là "huyện" (縣) được thành lập lần đầu tiên vào năm 1661 bởi Vương quốc Đông Ninh. Sau đó nhà Thanh kế thừa phân cấp hành chính này. Cùng với sự gia tăng dân số của người Hán tại Đài Loan, số lượng huyện tăng dần theo thời gian. Cho đến cuối đời nhà Thanh, có tổng cộng 11 huyện ở Đài Loan. Các nhà truyền giáo Đạo Tin Lành ở Trung Quốc la tinh hóa huyện thành hien.
Đài Loan được nhượng lại cho Nhật Bản thông qua Hiệp ước Shimonoseki vào năm 1895. Do đó hệ thống phân chia cấp bậc cũng được dựa theo Nhật Bản trong suốt thời kỳ Đài Loan thuộc Nhật. Vào tháng 9 năm 1945, Đài Loan được chia thành 8 tỉnh (châu 州 và phủ 廳).
Sau khi Trung Hoa Dân Quốc lấy lại Đài Loan từ Nhật Bản vào ngày 25 tháng 10 năm 1945, các tỉnh được cải cách thành các huyện (縣) cùng tên với tỉnh của Đài Loan của Trung Hoa Dân Quốc. Cách phiên âm La tinh cũng được thay đổi để phản ánh sự chuyển đổi chính thức từ tiếng Nhật thành tiếng Quan thoại, nhưng Hán tự vẫn giữ như cũ. Lưu ý hầu hết các thành phố do Nhật Bản lập ra ở Đài Loan đã được cải cách thành thành phố trực thuộc tỉnh và không thuộc huyện.
| Tỉnh Nhật Bản (trước năm 1945) | Tỉnh Nhật Bản (trước năm 1945) | Huyện (1945–1950) | Huyện (1945–1950) | Huyện vào năm 1950             | Huyện vào năm 1950 |
| Kyūjitai                       | Rōmaji                         | Ký tự             | Wade–Giles        | Huyện vào năm 1950             | Huyện vào năm 1950 |
| ------------------------------ | ------------------------------ | ----------------- | ----------------- | ------------------------------ | ------------------ |
| 臺北州                         | Taihoku                        | 臺北縣            | Taipei            | Đài Bắc, Nghi Lan              |                    |
| 新竹州                         | Shinchiku                      | 新竹縣            | Hsinchu           | Tân Trúc, Miêu Lật, Đào Viên   |                    |
| 臺中州                         | Taichū                         | 臺中縣            | Taichung          | Chương Hóa, Nam Đầu, Đài Trung |                    |
| 臺南州                         | Tainan                         | 臺南縣            | Tainan            | Gia Nghĩa, Đài Nam, Vân Lâm    |                    |
| 高雄州                         | Takao                          | 高雄縣            | Kaohsiung         | Cao Hùng, Bình Đông            |                    |
| 花蓮港廳                       | Karenkō                        | 花蓮縣            | Hualien           | Hoa Liên                       |                    |
| 臺東廳                         | Taitō                          | 臺東縣            | Taitung           | Đài Đông                       |                    |
| 澎湖廳                         | Hōko                           | 澎湖縣            | Penghu            | Bành Hồ                        |                    |

Vào cuối năm 1949, Chính phủ Trung Hoa Dân Quốc thua cuộc tại Nội chiến Trung Quốc và dời đến Đài Bắc, Đài Loan. Vào năm 1950, các huyện ở Đài Loan đã được tổ chức lại. Các huyện đông dân tại phía Tây Đài Loan được chia thành hai đến ba huyện. Dẫn đến có tổng cộng 16 huyện. Sau chiến tranh, chính phủ chỉ nắm kiểm soát một vài đảo của Trung Quốc đại lục. Các lãnh thổ này được chia thành hai huyện: Kim Môn và Mã Tổ bên dưới tỉnh Phúc Kiến. Các huyện thuộc thẩm quyền bao gồm: 16 ở Đài Loan và 2 ở Phúc Kiến, duy trì ổn định cho đến đầu những năm 1990.
| Tên        | Tiếng Trung |           | Tên    | Tiếng Trung |        | Tên     | Tiếng Trung |
| ---------- | ----------- | --------- | ------ | ----------- | ------ | ------- | ----------- |
| Chương Hóa | 彰化縣      |           | Mã Tổ  | 連江縣      |        | Đài Nam | 臺南縣      |
| Gia Nghĩa  | 嘉義縣      | Miêu Lật  | 苗栗縣 | Đài Bắc     | 臺北縣 |         |             |
| Tân Trúc   | 新竹縣      | Nam Đầu   | 南投縣 | Đài Đông    | 臺東縣 |         |             |
| Hoa Liên   | 花蓮縣      | Bành Hồ   | 澎湖縣 | Đào Viên    | 桃園縣 |         |             |
| Cao Hùng   | 高雄縣      | Bình Đông | 屏東縣 | Nghi Lan    | 宜蘭縣 |         |             |
| Kim Môn    | 金門縣      | Đài Trung | 臺中縣 | Vân Lâm     | 雲林縣 |         |             |

Nối tiếp cải cách dân chủ vào đầu những năm 1990, nhiều cải cách về phân cấp hành chính được thảo luận mở rộng và cuối cùng một vài huyện đông dân đã cải cách thành thành phố trực thuộc trung ương vào năm 2010 và 2014. Các huyện đó bao gồm:
- Huyện Cao Hùng (1945–2010), hiện là một phần của thành phố trực thuộc trung ương Cao Hùng; huyện lỵ tại thành phố Phượng Sơn
- Huyện Đài Trung (1945–2010), hiện là một phần của thành phố trực thuộc trung ương Đài Trung; huyện lỵ tại thành phố Phong Nguyên
- Huyện Đài Nam (1945–2010), hiện là một phần của thành phố trực thuộc trung ương Đài Nam; huyện lỵ tại thành phố Tân Doanh
- Huyện Tân Bắc (1945–2010), hiện là thành phố trực thuộc trung ương Tân Bắc; huyện lỵ tại thành phố Bản Kiều
- Huyện Đào Viên (1950–2014), hiện là thành phố trực thuộc trung ương Đào Viên; huyện lỵ tại Thành phố Đào Viên (huyện tự trị)

Hiện nay, các huyện được thành lập dựa theo Đạo luật chính quyền địa phương dưới sự giám sát của Bộ Nội chính. Đạo luật này cũng tán thành một số hạng mục đặc biệt để thiết lập huyện với dân số trên hai triệu dân có thể cấp thêm quyền tự trị giống như thành phố trực thuộc trung ương. Những huyện này thường được gọi là thành phố bán tự trị (準直轄市). Thuật ngữ này được áp dụng cho Tân Bắc và Đào Viên trước khi nó trở thành thành phố trực thuộc trung ương.

## Huyện hiện tại
Tổng cộng có 13 huyện:
| Tên        | Tiếng Trung | Bính âm Hán ngữ | Wade–Giles    | Bính âm phổ cập | Tiếng Đài Loan Bạch thoại tự | Khách Gia Pha̍k-fa-sṳ | Huyện lỵ             | Huyện lỵ | Tỉnh (danh nghĩa) |
| ---------- | ----------- | --------------- | ------------- | --------------- | ---------------------------- | -------------------- | -------------------- | -------- | ----------------- |
| Chương Hóa | 彰化縣      | Zhānghuà        | Chang¹-hua⁴   | Jhanghuà        | Chiang-hòa hoặc Chiong-hòa   | Chông-fa             | Thành phố Chương Hóa | 彰化市   | Tỉnh của Đài Loan |
| Gia Nghĩa  | 嘉義縣      | Jiāyì           | Chia¹-i⁴      | Jiayì           | Ka-gī                        | Kâ-ngi               | Thành phố Thái Bảo   | 太保市   | Tỉnh của Đài Loan |
| Tân Trúc   | 新竹縣      | Xīnzhú          | Hsin¹-chu²    | Sinjhú          | Sin-tek                      | Sîn-chuk             | Thành phố Trúc Bắc   | 竹北市   | Tỉnh của Đài Loan |
| Hoa Liên   | 花蓮縣      | Huālián         | Hua¹-lien²    | Hualián         | Hoa-lian hoặc Hoa-liân       | Fâ-lièn              | Thành phố Hoa Liên   | 花蓮市   | Tỉnh của Đài Loan |
| Kim Môn    | 金門縣      | Jīnmén          | Chin¹-mên²    | Jinmén          | Kim-mn̂g                      | Kîm-mùn              | Thị trấn Kim Thành   | 金城鎮   | Tỉnh Phúc Kiến    |
| Mã Tổ      | 連江縣      | Liánjiāng       | Lien²-chiang¹ | Liánjiang       | Liân-kang                    | Lièn-kông            | Hương Nam Can        | 南竿鄉   | Tỉnh Phúc Kiến    |
| Miêu Lật   | 苗栗縣      | Miáolì          | Miao²-li⁴     | Miáolì          | Biâu-le̍k hoặc Miâu-le̍k       | Mèu-li̍t              | Thành phố Miêu Lật   | 苗栗市   | Tỉnh của Đài Loan |
| Nam Đầu    | 南投縣      | Nántóu          | Nan²-tʻou²    | Nántóu          | Lâm-tâu                      | Nàm-thèu             | Thành phố Nam Đầu    | 南投市   | Tỉnh của Đài Loan |
| Bành Hồ    | 澎湖縣      | Pénghú          | Pʻêng²-hu²    | Pénghú          | Phîⁿ-ô͘ hoặc Phêⁿ-ô͘           | Phàng-fù             | Thành phố Mã Công    | 馬公市   | Tỉnh của Đài Loan |
| Bình Đông  | 屏東縣      | Píngdōng        | Pʻing²-tung¹  | Píngdong        | Pîn-tong                     | Phìn-tûng            | Thành phố Bình Đông  | 屏東市   | Tỉnh của Đài Loan |
| Đài Đông   | 臺東縣      | Táidōng         | Tʻai²-tung¹   | Táidong         | Tâi-tang                     | Thòi-tûng            | Thành phố Đài Đông   | 臺東市   | Tỉnh của Đài Loan |
| Nghi Lan   | 宜蘭縣      | Yílán           | I²-lan²       | Yílán           | Gî-lân                       | Ngì-làn              | Thành phố Nghi Lan   | 宜蘭市   | Tỉnh của Đài Loan |
| Vân Lâm    | 雲林縣      | Yúnlín          | Yün²-lin²     | Yúnlín          | Hûn-lîm                      | Yùn-lìm              | Thành phố Đấu Lục    | 斗六市   | Tỉnh của Đài Loan |

### Từ theo tiếng địa phương
1. 1 2    - Chữ Hán phồn thể: 縣
  - Quan thoại Bính âm: Xiàn
  - Phúc Kiến: Koān
  - Tứ Huyện Khách Gia: Yen or Yan
  - Mã Tổ: Gâing